# 小田川颯依
小田川 颯依（おだがわ そうい、1999年10月21日 - ）は、日本の俳優である。
福井県出身。身長174.5cm。エナエンターテイメント所属。

## 人物
- サッカー歴7年/空手歴7年

- 特技は知育菓子を作ること

- 趣味は花見、温泉、ゲーム。ゲームは特にポケモンが好きで、Pokémon HOMEにて890種類を超える全国図鑑をコンプリートしている。

- 甘い物が好きで、特に好きなものは三色団子といちごオレ。

- サンリオが好きで、特に好きなキャラクターはキキララ。

## 出演

### 舞台
※主演作品は太字表記。
2010年
- 美童浪漫大活劇「八犬伝」（12月8日 - 15日、六行会ホール）[1]

2012年
- 池袋チャリンコ倶楽部チャリティー公演「舞台しちゃいますッ！！」（3月22日 - 25日、シアターグリーン Box inBox theater）[2]
- タイププロデュース第48回公演「真夏の夜の夢」（3月28日 - 4月1日、シアターX）- 小姓 役
- TOURSミュージカル「赤毛のアン」（8月12日 - 22日）

2016年
- 舞台「MARKERLIGHT  BLUE  マーカライトブルー」（10月5日 - 10日、新宿シアターモリエール）- クラージュ 役

2017年
- 2.5次元ダンスライブ「ツキウタ。」ステージ 第3幕「SCHOOL  REVOLUTION!」ver.WHITE（3月17日 - 26日）- 信太風 役[3]
- 夢舞台 艶が〜る 初宴（6月17日 - 25日、新宿村LIVE）- 沖田総司 役[4]
- ミュージカル「忍たま乱太郎」第8弾  忍術学園 学園祭（9月22日 - 24日、舞浜アンフィシアター / 9月29日 - 10月1日、森ノ宮ピロティホール）- 網問 役

2018年
- ミュージカル「忍たま乱太郎」第9弾 ～忍術学園陥落!夢のまた夢!?～（1月6日 - 1月21日、東京ドームシティ シアターGロッソ / 2月3日 - 2月4日、春日井市民会館）- 網問 役
- 2.5次元ダンスライブ「ツキウタ。」ステージ Memorial Tour 2018（2月13日 - 3月11日、EXシアター / よみうりランド / 台湾 / オリックス劇場 / 豊田市民会館 / 仙台GIGS）- 信太風 役（愛知公演ゲスト）
- ちっちゃな英雄(ヒーロー)（3月22日 - 5月15日、サンリオピューロランド内フェアリーランドシアター）- ハンス 役
- ミュージカル「忍たま乱太郎」第9弾 ～忍術学園陥落!夢のまた夢!?～ 再演（6月15日 - 7月1日、サンシャイン劇場 / 7月12日 - 16日、梅田芸術劇場 シアター・ドラマシティ）- 網問 役
- HYBRID PROJECT Vol.17 【Re-】（9月12日 - 16日、シアターサンモール）- 翼 役
- Otona project第19弾 演劇ユニット「おとな小学生」第7回課外授業「舞台版魔法少女(？)マジカルジャシリカ ♡アニメ版なんてありません♡」（11月7日 - 11日、シアターグリーン BIG TREE THEATER）- 石田ジャンピング 役[5]

2019年
- Yプロジェクト×Zero project×E-stage Topia提携公演「カルパノーラマ」（1月23日 - 27日、渋谷区文化総合センター大和田 伝承ホール）- 黒い影 役
- Otona Project第22弾 演劇ユニット「おとな小学生」第8回全校集会「舞台版魔法少女(？)マジカルジャシリカ ☆第壱磁マジカル大戦☆」（3月13日 - 17日、シアターサンモール）- フランダッシュ淳 役[6]
- Otona Project第23弾 演劇ユニット「おとな小学生」第9回全校集会「魔法少女(？)マジカルジャシリカ♡アニメ版なんてありません♡」再演（4月10日 - 14日、CBGKシブゲキ!!）- 石田ジャンピング 役
- 舞台「やがて君になる」（5月3日 - 12日、全労済ホール/スペース・ゼロ）- 堂島卓 役[7]
- 劇団わ本公演「バック・トゥ・ザ・君の笑顔」（7月4日 - 10日、中目黒キンケロシアター）- オモイ役
- 劇場わ本公演「バック・トゥ・ザ・君の笑顔 〜お江戸でござる〜」（7月13日 - 19日、中目黒キンケロシアター）- 緒方宗吉 役
- 劇場わ本公演「バック・トゥ・ザ・君の笑顔 〜ロボットって笑うっけ？〜」（7月22日 - 28日、中目黒キンケロシアター）- オモイ 役
- LIVEDOGプロデュース舞台「013」（9月21日 - 24日、新宿村LIVE）- カート 役
- 舞台「菅生ゼミ休講のお知らせ」（11月1日 - 5日、新宿スターフィールド）- 一茶 役
- まるかど企画第6回公演「まるかどショートショート  とどまるところをしらないもので」（11月20 - 24日、新宿村LIVE）「新興宗教はじめました」- 南条圭一 役[8]

2020年
- 舞台「チェンジオブワールド」（3月6日 - 15日、シアターグリーン BOXinBOX）- 上野悠斗 役[9]
- 舞台「RANPO chronicle 妄想博覧会」（8月15日 - 16日、YouTube Liveにて生配信）「心理試験」- アンサンブル  「音楽劇　押絵と旅する男」- カップル男 役「人間椅子」- 椅子 役

2021年
- 舞台「菅生ゼミ休講のお知らせ3期」（3月31日 - 4月11日、新宿スターフィールド）- 一茶役
- 劇団わ本公演「「地獄の沙汰も金次第」って言うけど地獄じゃ金は使えねぇんだぜ？2〜地獄の沙汰も電子マネー〜」（5月19日 - 23日、中目黒キンケロシアター）- 怪盗きっと 役
- 舞台「攪拌」（7月13日 - 18日、日暮里d-倉庫）- 五十嵐隼人 役[10]
- 舞台「OYUUGIKAI」（9月18日 - 22日、高島平バルスタジオ）「嘘大っ嫌い」- フェネック 役、「かんたろう」- しんたろう / 魔物 役、「白雪姫」- 王子 役、「じゆうノート」- そういくん 役[11]
- 神田時来組2021公演「幕末だけどアルゼンチンタンゴから歌謡曲までなんでも使ってもいいよね 令和版!!そして龍馬は殺された」（12月8日 - 12日、俳優座劇場）- 沖田総司 役[12]

2022年
- 舞台「ヲタクに恋は難しい」（5月11日 - 15日、新宿シアターサンモール）- 桜城光 役[13]
- 舞台「やがて君になる」encore（11月25日 - 12月4日、品川プリンスホテル クラブeX）- 堂島卓 役[14]

### 映画
2021年
- 映画「胸が鳴るのは君のせい」- 生徒 役

### テレビドラマ
- 「潜入探偵トカゲ」（2013年4月18日 - 6月21日、TBS）- 丸山由起夫 役
- 「さよなら、ハイスクール」（2022年2月28日 -  、Hulu）- 池野ユメタ 役

### CM
- レノア webCM